# Malé automobily

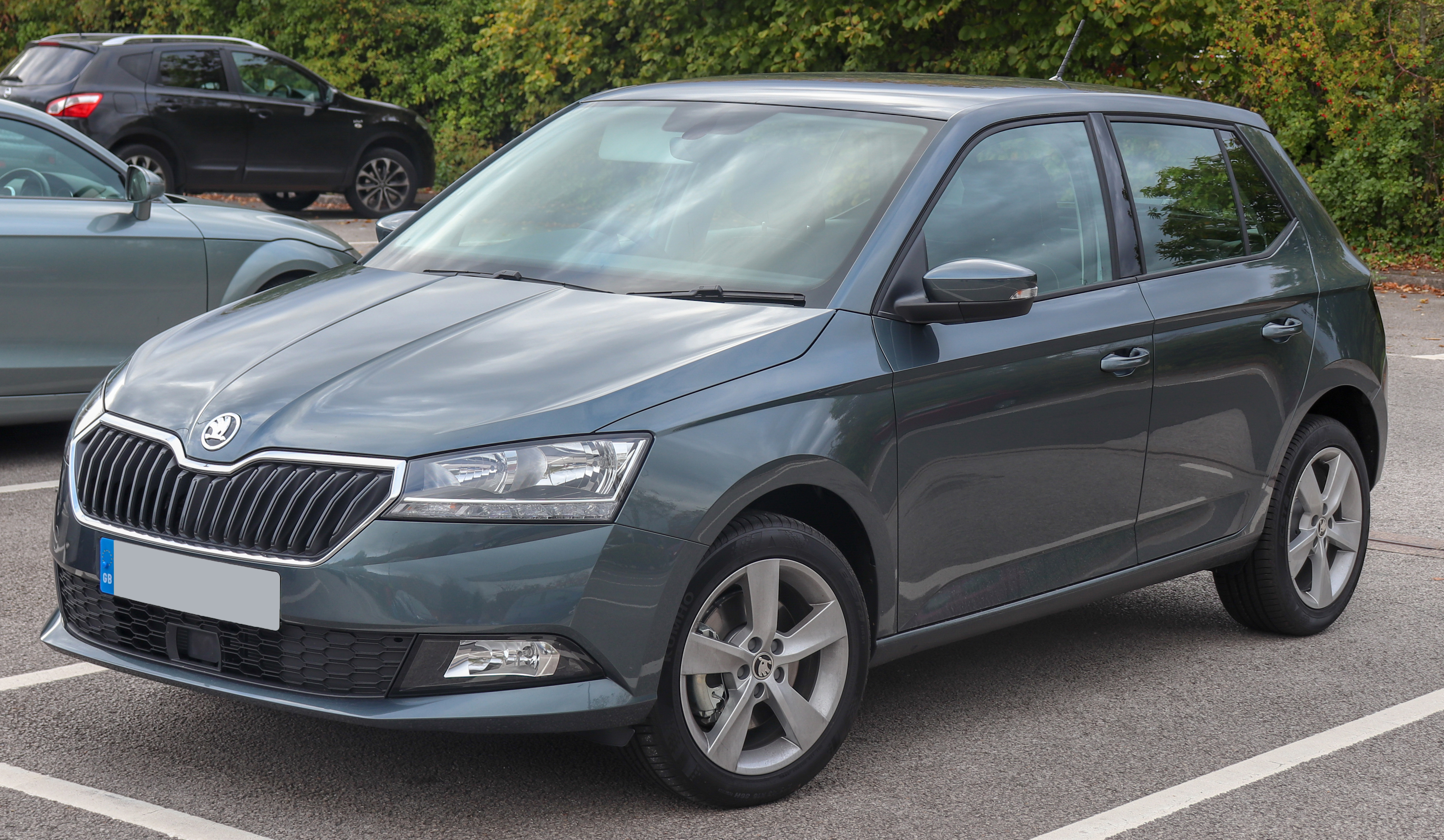
Škoda Fabia

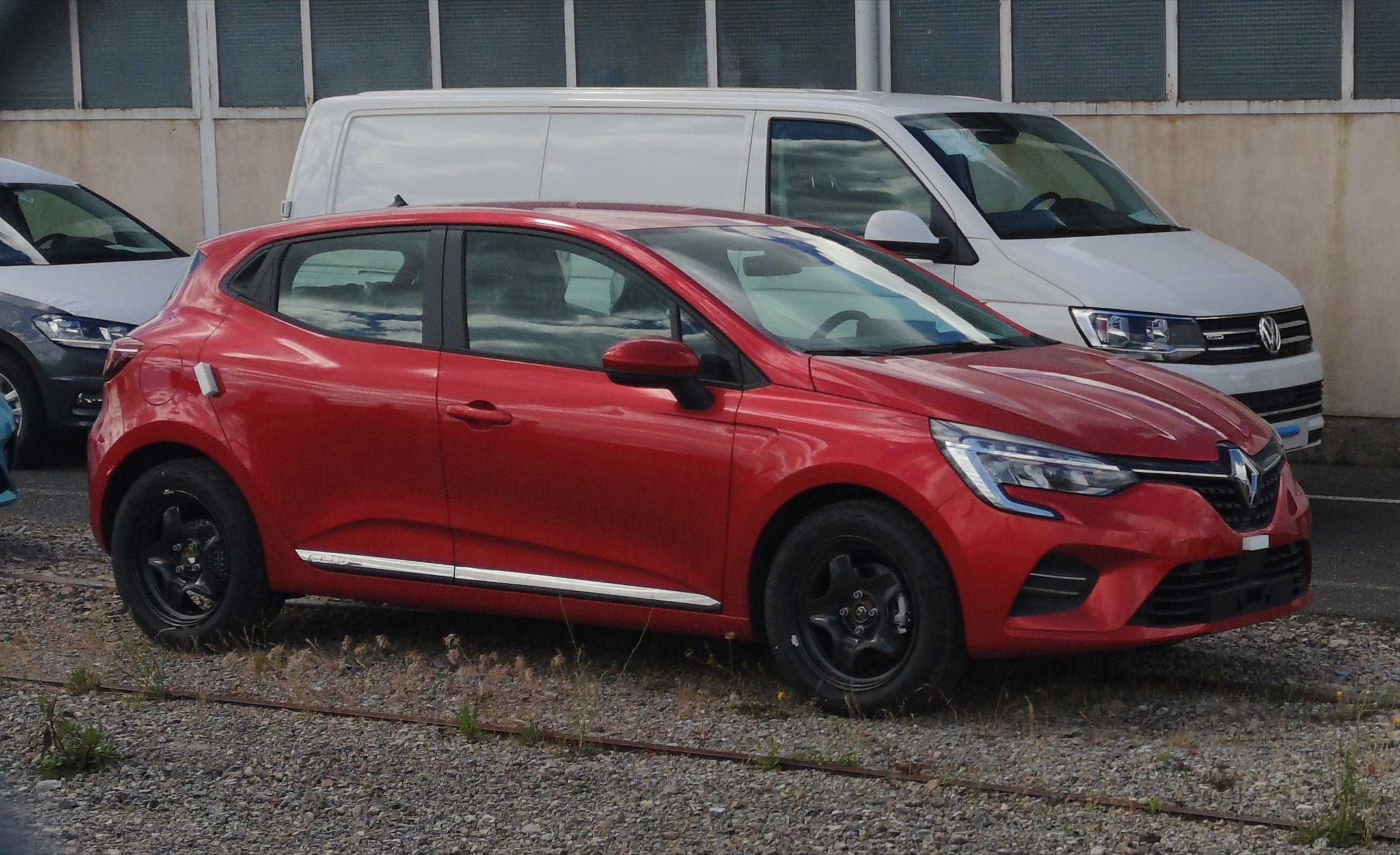
Renault Clio

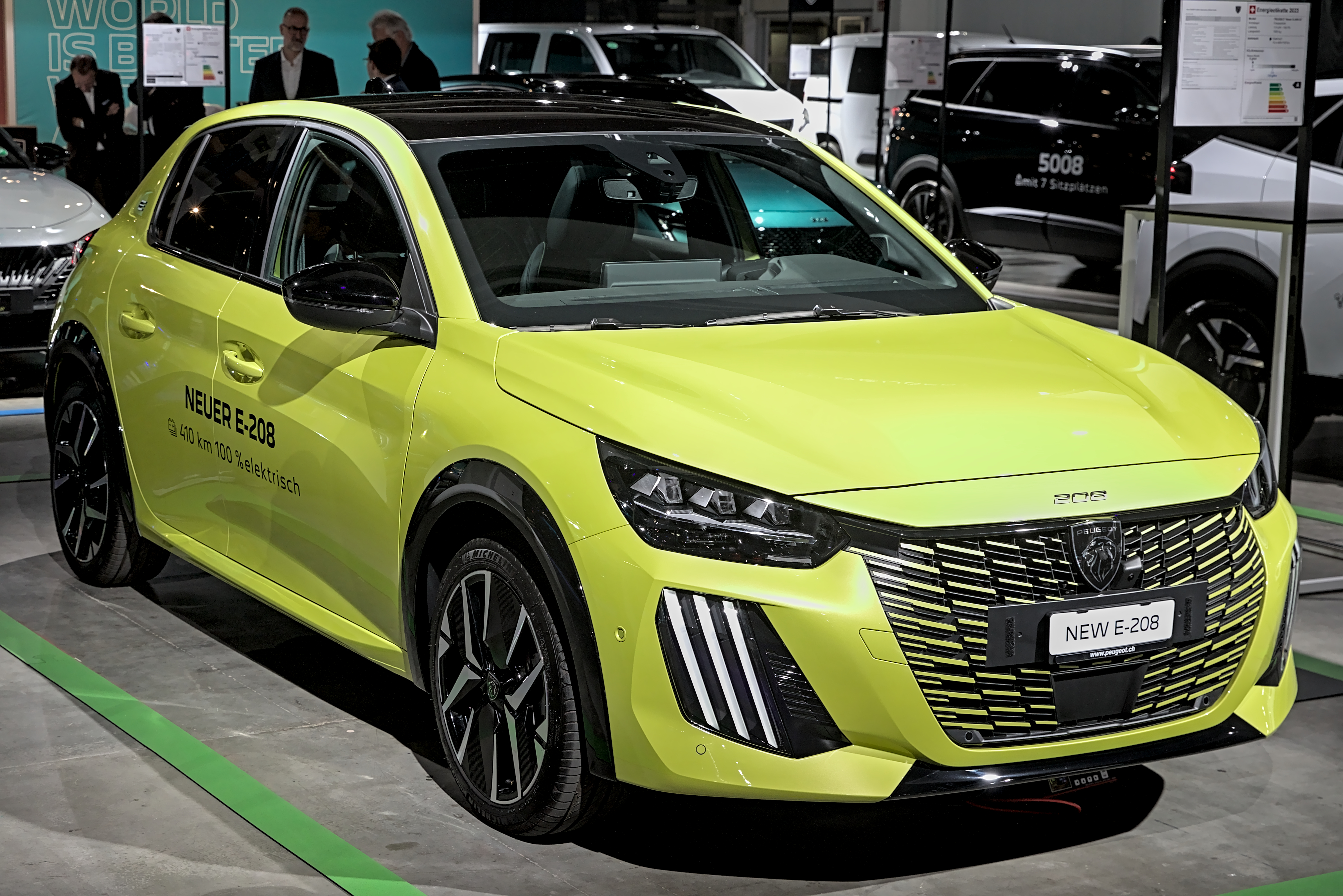
Peugeot 208

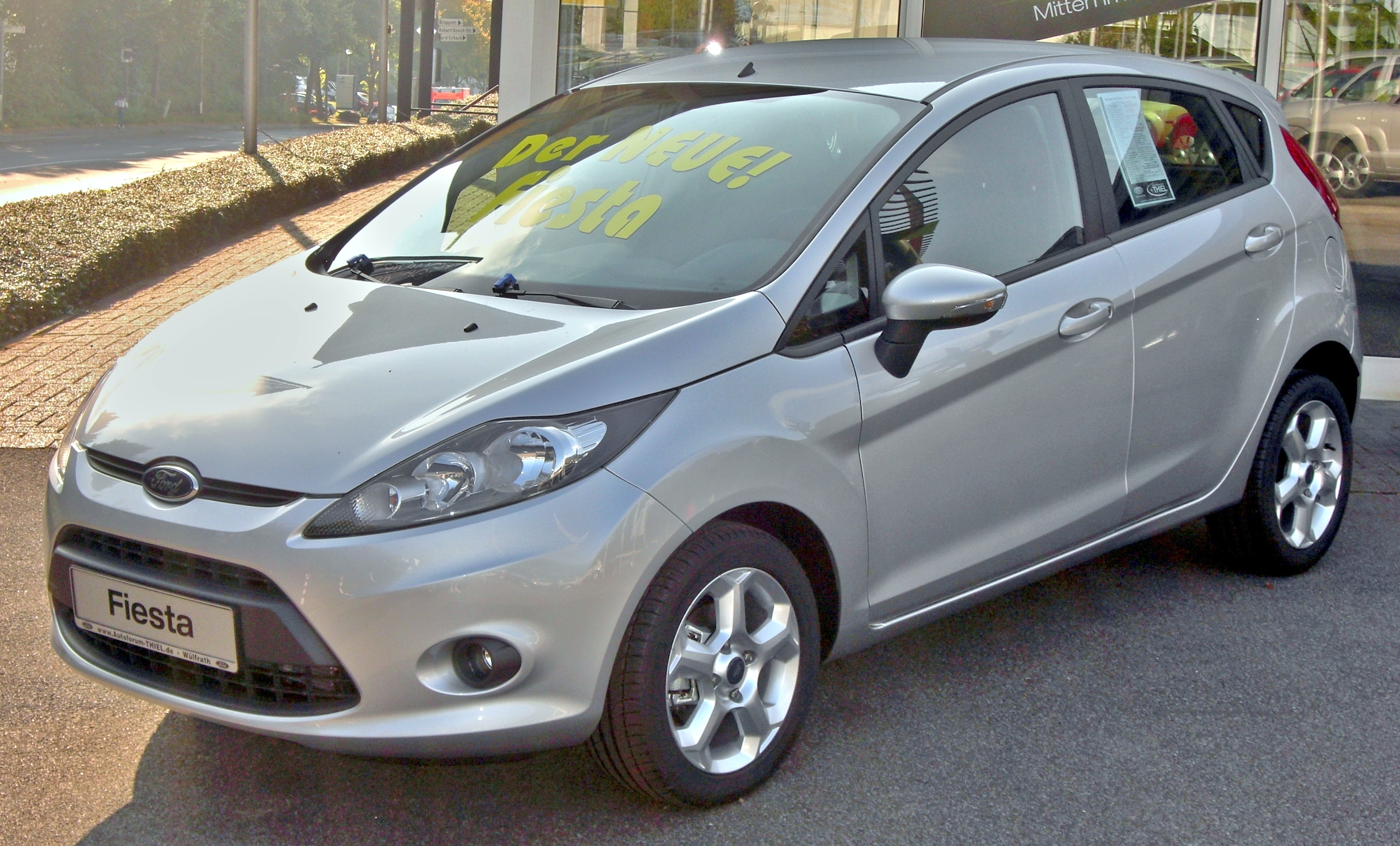
Ford Fiesta

Malé automobily (označuje se také jako segment B nebo nižší třída nebo „Supermini“) je kategorie automobilů, která patří v evropských zemích k nejprodávanějším. Typickou karosérií malých vozů jsou třídveřové a pětidveřové hatchbacky. Často se také objevují sedany, některé automobilky nabízejí také verze kombi. Dále existují v této velikosti MPV a SUV nebo odvozené modely s otevřenou karosérií (roadster nebo kabriolet). Délka hatchbacků se obvykle pohybuje okolo 4 metrů, avšak další karosářské varianty mohou být až o 30 centimetů delší.

## Příklady automobilů nižší třídy
- Alfa Romeo MiTo
- Audi A1
- Audi A2
- Chevrolet Aveo
- Citroën C2
- Citroën C3
- Citroën DS3
- Dacia Logan
- Dacia Sandero
- Daewoo Matiz
- Fiat Punto
- Ford Fiesta
- Ford Fusion
- Honda City
- Honda Jazz
- Hyundai Accent
- Hyundai Getz
- Hyundai i20
- Kia Rio
- Mazda 2
- Mercedes-Benz třídy C
- Mitsubishi Colt
- Nissan Micra
- Opel Corsa
- Peugeot 206
- Peugeot 207
- Peugeot 208
- Proton Savvy
- Renault Clio
- Renault Modus
- Seat Ibiza
- Suzuki Swift
- Škoda Fabia
- Toyota Yaris
- Volkswagen Polo